# Bába (film)
Bába je krátkometrážní (21 minut dlouhý), absolventský film režisérky Zuzany Špidlové, kterým v roce 2008 zakončila bakalářský studijní program oboru režie na FAMU.

## Ocenění
V květnu 2009 tento snímek vyhrál na 62. ročníku Filmového festivalu v Cannes v sekci studentských filmů Cinéfondation. Po patnácti letech se jednalo o další český film, který se zúčastnil oficiální soutěže festivalu. Prvního kola výběru se účastnilo 1 443 snímků, z nichž do finále v Cannes bylo nominováno sedmnáct. K vyhlášení vítězného filmu Bába došlo 22. května.
V roce 2008 získal snímek nejvyšší cenu na Famufestu – festivalu studentských filmů v kategoriích Nejlepší režie a Nejlepší film.

## Příběh
Snímek vypovídá o dospívající dívce, která neotřelým způsobem pečuje o svou imobilní babičku. Jedná se o psychologický vhled do pocitů viny, sobectví, empatie na pozadí tří generací žen rodiny.
Představitelkou hlavní role je studentka konzervatoře Marika Šoposká. Bábu ztvárnila žena vybraná castingovou agenturou.

## Obsazení
| Marika Šoposká    | Veronika |
| Eva Pokorná       | bába     |
| Miluše Šplechtová | matka    |
| Ondřej Havel      | Lukáš    |
| Marie Turková     | doktorka |